# Berchtesgadener Land
Berchtesgadener Land là một huyện thuộc bang Bayern, Đức. Huyện này giáp huyện Traunstein và by the state của Áo.
Huyện được lập năm 1972 thông qua việc sáp nhập các huyện Berchtesgaden, huyện Laufen và thành phố Bad Reichenhall.

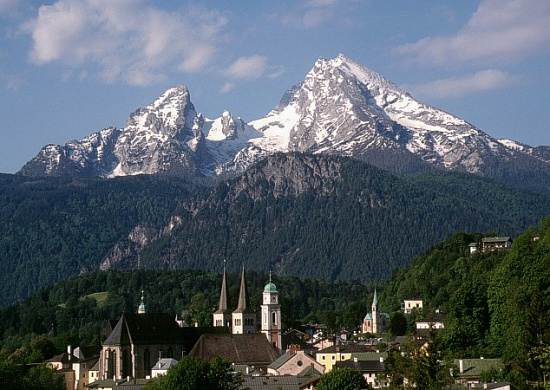
Berchtesgaden Với nhà thờ Stiftskirche St. Peter và Johannes der Täufer và St. Andreas Kirche, đằng sau là núi Watzmann

## Thị xã và đô thị
| Thị xã                                      | Đô thị                                                                                         |                                                                                               |
| ------------------------------------------- | ---------------------------------------------------------------------------------------------- | --------------------------------------------------------------------------------------------- |
| 1. Bad Reichenhall 2. Freilassing 3. Laufen | 1. Ainring 2. Anger 3. Bayerisch Gmain 4. Berchtesgaden 5. Bischofswiesen 6. Marktschellenberg | 1. Piding 2. Ramsau 3. Saaldorf-Surheim 4. Schneizlreuth 5. Schönau am Königsee 6. Teisendorf |